# Гугарк (село)
Гугарк (арм. Գուգարք) — село в Лорийской области Армении. Бывший районный центр Гугаркского района Армянской ССР. Название до 1985 года — Мегрут. Гугарк географически соединён с Ванадзором.
В селе действуют 2 школы и детский сад.

## Исторический очерк
Нынешнее село основано приблизительно в середине XVIII века переселенцами из Нагорного Карабаха. В селе находилась церковь Святого Ованеса 1745—1750 годов, которая была разрушена в середине 1940-х годов. В момент 1805 года старейшиной села был некто Погос. При церкви существовала школа, которая была закрыта в 1882 году, и снова открыта в 1884—1885 годах. В селе находится святыня Оромсим, неподалёку — часовня 1894 года. В 5 км к северо-востоку расположены руины кладбища (хачкары) XIII—XVII веков Мец Багер.
Известны имена около 300 гугаркцев — участников Великой Отечественной войны.

## Население[7]
Население — армяне.
- 1831 год — 105
- 1842 год — 167
- 1852 год — 213
- 1859 год — 326
- 1873 год — 643
- 1887 год — 761
- 1897 год — 1125
- 1905 год — 1165
- 1919 год — 1360
- 1922 год — 1367
- 1926 год — 1507
- 1935 год — 1643
- 1946 год — 1720
- 1950 год — 1865